# Данилевський Микола
Данилевський Микола (рік нар. і смерті невідомий) — український живописець XVIII століття.

## Життєпис
Народився в селі Борщагівка біля Києва в родині священика Климента Данилевського.
У 1784 пішов на три роки в науку до київського маляра з Подолу Косаковського. Працював маляром у Києво-Печерській лаврі.